# Замок Хара

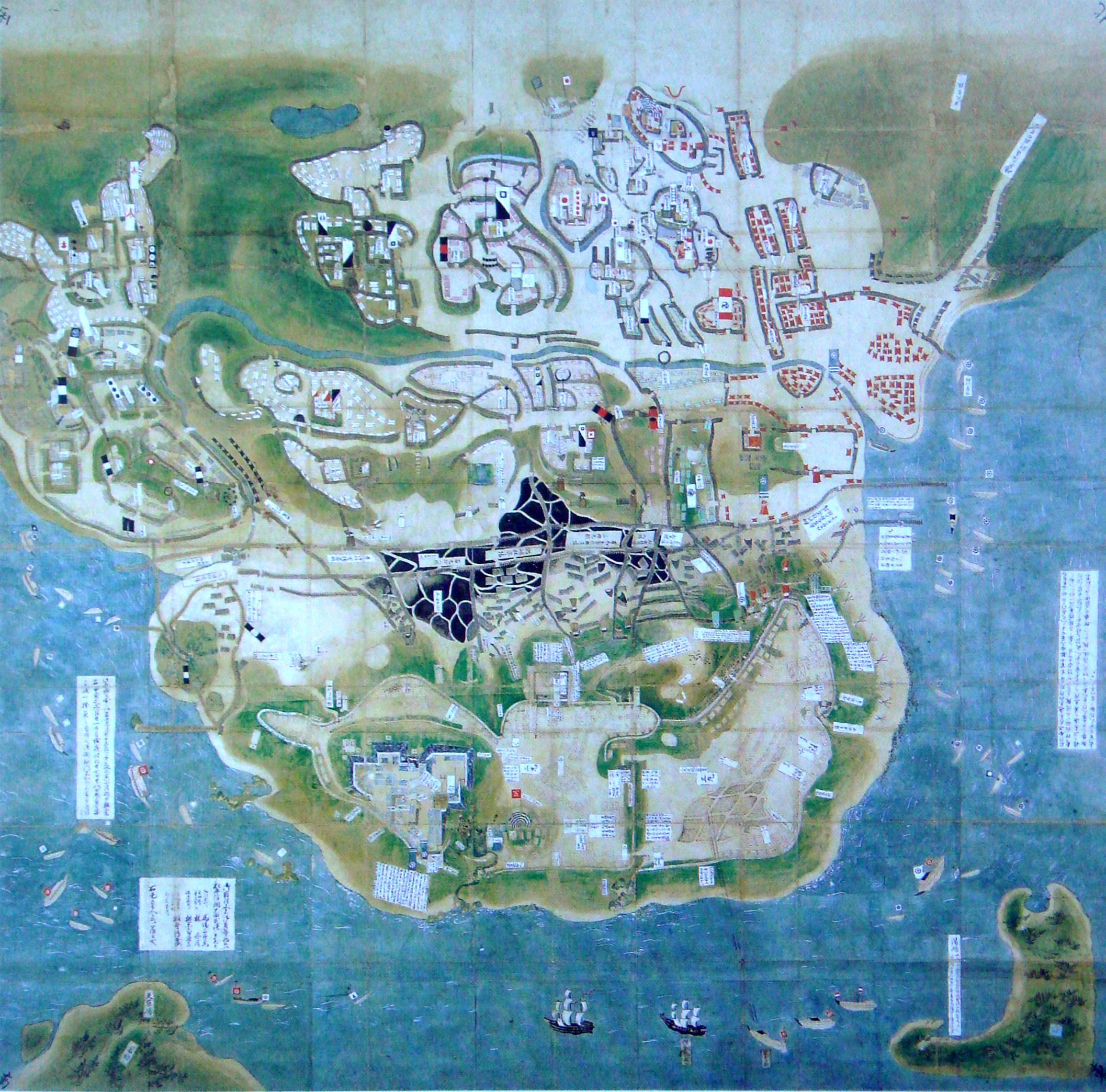
Замок Хара во время Симабарского восстания

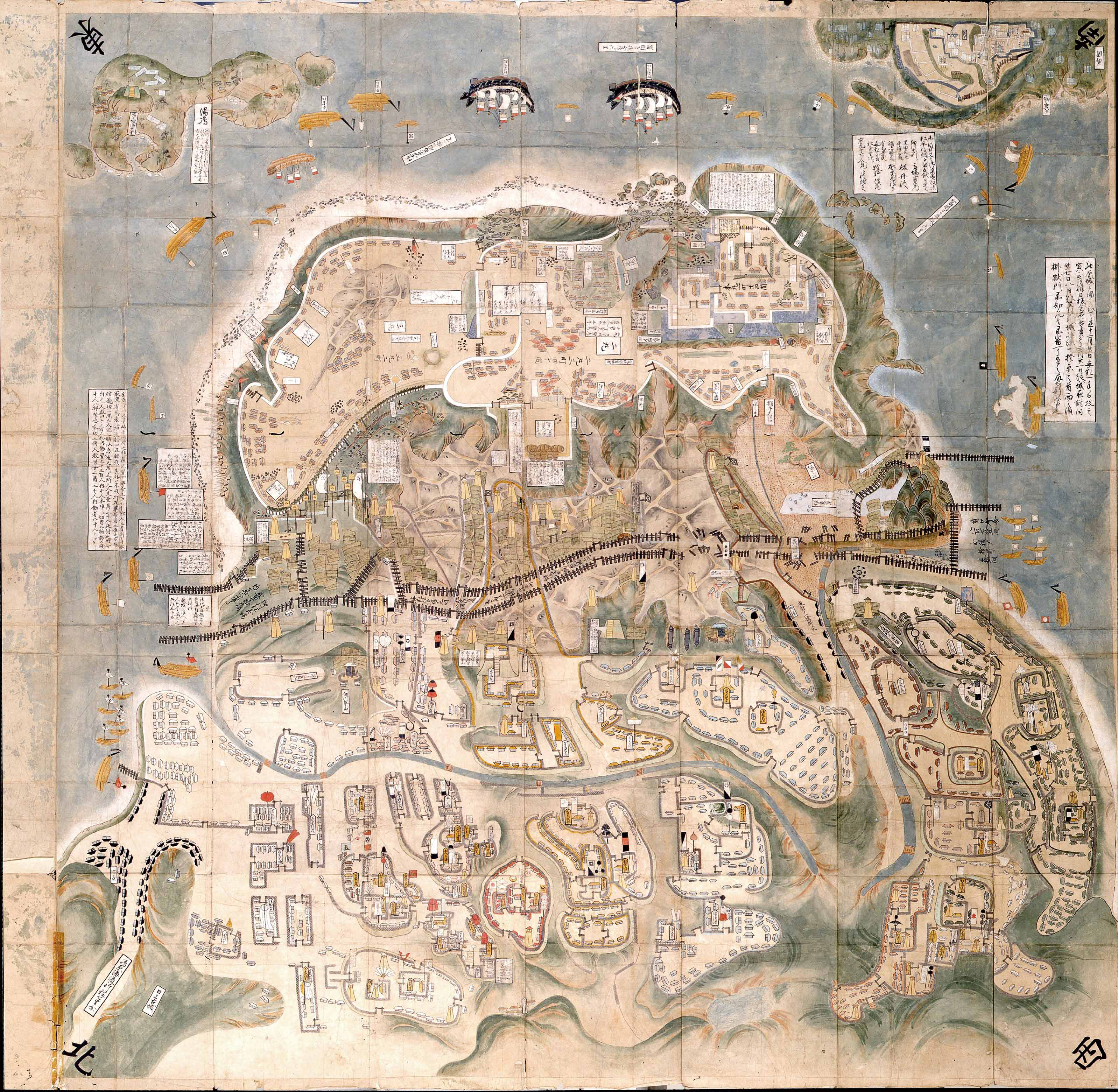
Карта битвы Симабара

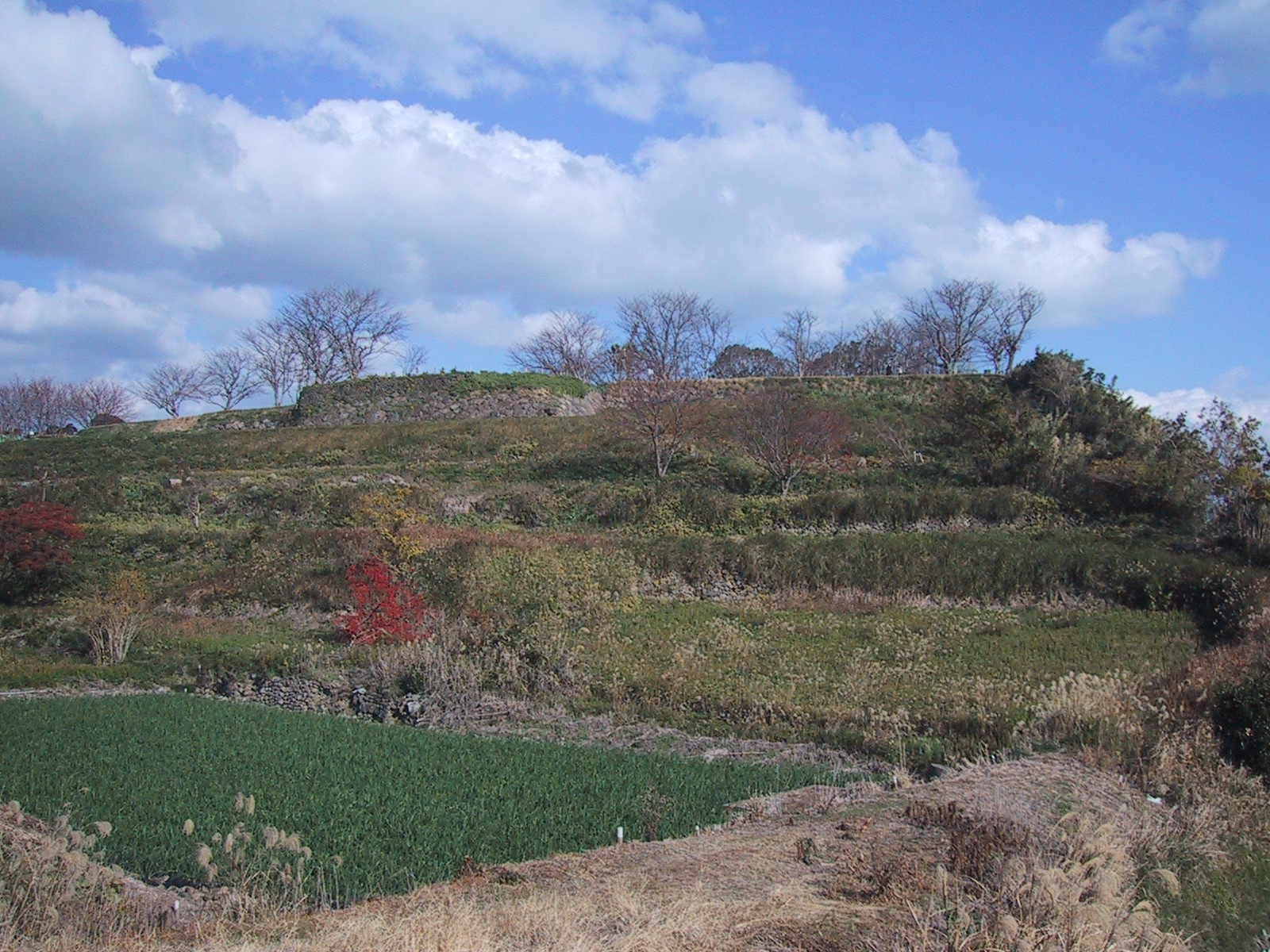
Руины крепости

Замок Хара (яп. 原城) — разрушенный замок в японской провинции Хидзэн, сыгравший роль крепости во время Симабарского восстания.
Во время восстания в Симабаре в 1637—1638 годах почти 40-тысячная армия восставших крестьян укрылась в полуразрушенном замке, который наспех восстановили. Повстанцы были вооружены огнестрельным оружием и успешно оборонялись на протяжении нескольких месяцев против многократно превосходящей их по численности армии сёгуната. Замок Хара подвергался артиллерийскому обстрелу с голландских торговых судов. Взяв крепость штурмом, армия сёгуната учинила расправу над повстанцами.